# نیروگاه برق آبی کگومس
نیروگاه برق آبی کگومس (به لاتین: Ķegums Hydroelectric Power Station) یک نیروگاه برقابی در لتونی است که در کگومس واقع شده‌است.